# 花王ヘアケアまつり
『花王ヘアケアまつり』（かおう ヘアケアまつり）は、かつて花王（旧：花王石鹸）が、シャンプー、リンス・トリートメント、整髪料など一連のヘアケア商品購入促進のためのキャンペーンとして行われたクローズド懸賞であった。
花王（石鹸）製のヘアケア商品に添付されている月マーク（当時の花王のロゴマーク）を一定枚数集めて応募すると、ヘアケア関連商品が抽選でプレゼントされていた。
2012年のキャンペーンを最後として、この「ヘアケアまつり」は終了している。
インターネット上のスラングで、ヤマザキ春のパンまつり（同様のクローズド懸賞）、東映まんがまつり（東映・東映アニメーション制作の児童向け映画をまとめて上映するイベント）と並び、「日本の三大祭り」といわれている。